# Gare d'Espira-de-l'Agly
La gare d'Espira-de-l'Agly est une gare ferroviaire française de la ligne de Carcassonne à Rivesaltes, située sur le territoire de la commune d'Espira-de-l'Agly, dans le département des Pyrénées-Orientales, en région Occitanie.
Elle est mise en service en 1901 par la Compagnie des chemins de fer du Midi et du Canal latéral à la Garonne. C'est une halte ferroviaire du Train du pays Cathare et du Fenouillèdes, desservie par tous les trains touristiques de cette association.

## Situation ferroviaire
Établie à 37 mètres d'altitude, la gare d'Espira-de-l'Agly est située au point kilométrique (PK) 467,335 de la ligne de Carcassonne à Rivesaltes entre les gares ouvertes de Rivesaltes et de Cases-de-Pène,.

## Histoire
Cette gare a été mise en service le 14 juillet 1901 lors de l'ouverture du tronçon entre Saint-Paul-de-Fenouillet et Rivesaltes de la ligne de Carcassonne à Rivesaltes.
La section entre Quillan et Rivesaltes a été fermée au trafic voyageurs le 18 avril 1939. 
En 1992, l'association TPCF a été créée et le premier train circula en 2001.

## Service des voyageurs

### Accueil
La gare se situe au sud du centre-ville.

### Desserte
Espira-de-l'Agly est desservie par des trains de Train du pays Cathare et du Fenouillèdes (TPCF).

### Intermodalité
Sur le chemin d'Estagel, il y a un arrêt de bus de la ligne 9 de Sankéo.